# European Football League 2013
Navigation
Eurobowl 2012 Eurobowl 2014
L'European Football League 2013, abrégée en EFL 2013, en français Ligue Européenne de Football Américain 2013, est la 27e édition de l'European Football League, la principale compétition européenne interclubs de football américain. Les deux clubs finalistes de la compétition se disputent le titre de champion d'Europe lors de l'Eurobowl.

## Équipes participantes
| Club                       | Titres | Qualification                             |
| -------------------------- | ------ | ----------------------------------------- |
| Schwäbisch Hall Unicorns   | 0      | Champion d'Allemagne 2012                 |
| Berlin Adler               | 1      | Demi-finaliste de l'EFL 2012              |
| Giants de Graz             | 0      | Troisième du championnat d'Autriche 2012  |
| Raiders du Tyrol           | 3      | Demi-finaliste de l'EFL 2012              |
| Vikings de Vienne          | 4      | Demi-finaliste de l'EFL 2012              |
| Søllerød Gold Diggers (en) | 0      | Vainqueur EFAF Cup 2012                   |
| Helsinki Roosters          | 1      | Champion de Finlande 2012                 |
| Helsinki Wolverines        | 0      | Finaliste du championnat de Finlande 2012 |
| Spartiates d'Amiens        | 0      | Champion de France 2012                   |
| Prague Panthers (en)       | 0      | Cinquième du championnat d'Autriche 2012  |
| Calanda Broncos            | 1      | Demi-finaliste de l'EFL 2012              |

## Formule
Les quatre équipes demi-finalistes de l'EFL 2012 sont directement qualifiées pour les quarts de finale. Sept équipes participent au premier tour. Elles sont réparties en trois groupes, d'où quatre clubs se qualifient pour les quarts de finale. Les huit équipes restantes se disputent alors le titre de champion d'Europe en phase à élimination directe, la finale prenant le nom d'Eurobowl,.

## Résultats

### Premier tour
| Qualifié pour les quarts de finale |

| Club                     | Jour. | Vic. | Nuls | Déf. | Pts | Pts pour | Pts contre | Diff. |
| ------------------------ | ----- | ---- | ---- | ---- | --- | -------- | ---------- | ----- |
| Schwäbisch Hall Unicorns | 2     | 2    | 0    | 0    | 6   | 107      | 25         | +82   |
| Spartiates d'Amiens      | 2     | 0    | 0    | 2    | 0   | 25       | 107        | -82   |

- 6 avril 2013 :

Spartiates 13 - 55 Unicorns
- 27 avril 2013 :

Unicorns 52 - 12 Spartiates
| Club                       | Jour. | Vic. | Nuls | Déf. | Pts | Pts pour | Pts contre | Diff. |
| -------------------------- | ----- | ---- | ---- | ---- | --- | -------- | ---------- | ----- |
| Helsinki Roosters          | 2     | 2    | 0    | 0    | 6   | 78       | 66         | +12   |
| Søllerød Gold Diggers (en) | 2     | 1    | 0    | 1    | 3   | 84       | 77         | +7    |
| Helsinki Wolverines        | 2     | 0    | 0    | 2    | 0   | 50       | 69         | -19   |

- 13 avril 2013 :

Gold Diggers 44 - 49 Roosters
- 27 avril 2013 :

Wolverines 28 - 40 Gold Diggers
- 4 mai 2013 :

Rooster 29 - 22 Wolverines
| Club                 | Jour. | Vic. | Nuls | Déf. | Pts | Pts pour | Pts contre | Diff. |
| -------------------- | ----- | ---- | ---- | ---- | --- | -------- | ---------- | ----- |
| Giants de Graz       | 1     | 1    | 0    | 0    | 3   | 27       | 21         | +6    |
| Prague Panthers (en) | 1     | 0    | 0    | 1    | 0   | 21       | 27         | -6    |

- 4 avril 2013 :

Giants 27 - 21 Panthers

## Phase finale
|  | Quarts de finale         | Quarts de finale         | Quarts de finale  | Quarts de finale  |                   |                   | Demi-finales | Demi-finales | Demi-finales | Demi-finales |  |  | Finale                                         | Finale                                         | Finale                                         | Finale                                         |
|  |                          |                          |                   |                   |                   |                   |              |              |              |              |  |  |                                                |                                                |                                                |                                                |
|  | 26 mai                   | 26 mai                   | 26 mai            | 26 mai            |                   |                   | 16 juin      | 16 juin      | 16 juin      | 16 juin      |  |  | Eurobowl XXVII 6 juillet Innsbruck, Tivoli Neu | Eurobowl XXVII 6 juillet Innsbruck, Tivoli Neu | Eurobowl XXVII 6 juillet Innsbruck, Tivoli Neu | Eurobowl XXVII 6 juillet Innsbruck, Tivoli Neu |
|  | 26 mai                   | 26 mai                   | 26 mai            | 26 mai            |                   |                   | 16 juin      | 16 juin      | 16 juin      | 16 juin      |  |  | Eurobowl XXVII 6 juillet Innsbruck, Tivoli Neu | Eurobowl XXVII 6 juillet Innsbruck, Tivoli Neu | Eurobowl XXVII 6 juillet Innsbruck, Tivoli Neu | Eurobowl XXVII 6 juillet Innsbruck, Tivoli Neu |
|  | Calanda Broncos          | Calanda Broncos          | 42                | 42                |                   |                   | 16 juin      | 16 juin      | 16 juin      | 16 juin      |  |  | Eurobowl XXVII 6 juillet Innsbruck, Tivoli Neu | Eurobowl XXVII 6 juillet Innsbruck, Tivoli Neu | Eurobowl XXVII 6 juillet Innsbruck, Tivoli Neu | Eurobowl XXVII 6 juillet Innsbruck, Tivoli Neu |
|  | Calanda Broncos          | Calanda Broncos          | 42                | 42                |                   |                   | 16 juin      | 16 juin      | 16 juin      | 16 juin      |  |  | Eurobowl XXVII 6 juillet Innsbruck, Tivoli Neu | Eurobowl XXVII 6 juillet Innsbruck, Tivoli Neu | Eurobowl XXVII 6 juillet Innsbruck, Tivoli Neu | Eurobowl XXVII 6 juillet Innsbruck, Tivoli Neu |
|  | Schwäbisch Hall Unicorns | Schwäbisch Hall Unicorns | 28                | 28                |                   |                   | 16 juin      | 16 juin      | 16 juin      | 16 juin      |  |  | Eurobowl XXVII 6 juillet Innsbruck, Tivoli Neu | Eurobowl XXVII 6 juillet Innsbruck, Tivoli Neu | Eurobowl XXVII 6 juillet Innsbruck, Tivoli Neu | Eurobowl XXVII 6 juillet Innsbruck, Tivoli Neu |
|  | Schwäbisch Hall Unicorns | Schwäbisch Hall Unicorns | 28                | 28                | Vikings de Vienne | Vikings de Vienne | 41           | 41           |              |              |  |  | Eurobowl XXVII 6 juillet Innsbruck, Tivoli Neu | Eurobowl XXVII 6 juillet Innsbruck, Tivoli Neu | Eurobowl XXVII 6 juillet Innsbruck, Tivoli Neu | Eurobowl XXVII 6 juillet Innsbruck, Tivoli Neu |
|  | 26 mai                   |                          |                   |                   | Vikings de Vienne | Vikings de Vienne | 41           | 41           |              |              |  |  | Eurobowl XXVII 6 juillet Innsbruck, Tivoli Neu | Eurobowl XXVII 6 juillet Innsbruck, Tivoli Neu | Eurobowl XXVII 6 juillet Innsbruck, Tivoli Neu | Eurobowl XXVII 6 juillet Innsbruck, Tivoli Neu |
|  |                          |                          | Berlin Adler      | Berlin Adler      | 17                | 17                |              |              |              |              |  |  | Eurobowl XXVII 6 juillet Innsbruck, Tivoli Neu | Eurobowl XXVII 6 juillet Innsbruck, Tivoli Neu | Eurobowl XXVII 6 juillet Innsbruck, Tivoli Neu | Eurobowl XXVII 6 juillet Innsbruck, Tivoli Neu |
|  | Raiders du Tyrol         | Raiders du Tyrol         | Berlin Adler      | Berlin Adler      | 17                | 17                | 52           | 52           |              |              |  |  | Eurobowl XXVII 6 juillet Innsbruck, Tivoli Neu | Eurobowl XXVII 6 juillet Innsbruck, Tivoli Neu | Eurobowl XXVII 6 juillet Innsbruck, Tivoli Neu | Eurobowl XXVII 6 juillet Innsbruck, Tivoli Neu |
|  | Raiders du Tyrol         | Raiders du Tyrol         | 16 juin           |                   |                   |                   | 52           | 52           |              |              |  |  | Eurobowl XXVII 6 juillet Innsbruck, Tivoli Neu | Eurobowl XXVII 6 juillet Innsbruck, Tivoli Neu | Eurobowl XXVII 6 juillet Innsbruck, Tivoli Neu | Eurobowl XXVII 6 juillet Innsbruck, Tivoli Neu |
|  | Helsinki Roosters        | Helsinki Roosters        | 13                | 13                |                   |                   |              |              |              |              |  |  | Eurobowl XXVII 6 juillet Innsbruck, Tivoli Neu | Eurobowl XXVII 6 juillet Innsbruck, Tivoli Neu | Eurobowl XXVII 6 juillet Innsbruck, Tivoli Neu | Eurobowl XXVII 6 juillet Innsbruck, Tivoli Neu |
|  | Helsinki Roosters        | Helsinki Roosters        | 13                | 13                | Raiders du Tyrol  | Raiders du Tyrol  | 14           | 14           |              |              |  |  |                                                |                                                |                                                |                                                |
|  | 27 mai                   |                          |                   |                   | Raiders du Tyrol  | Raiders du Tyrol  | 14           | 14           |              |              |  |  |                                                |                                                |                                                |                                                |
|  |                          |                          | Vikings de Vienne | Vikings de Vienne | 37                | 37                |              |              |              |              |  |  |                                                |                                                |                                                |                                                |
|  | Vikings de Vienne        | Vikings de Vienne        | Vikings de Vienne | Vikings de Vienne | 37                | 37                | 62           | 62           |              |              |  |  |                                                |                                                |                                                |                                                |
|  | Vikings de Vienne        | Vikings de Vienne        |                   |                   |                   |                   |              |              |              |              |  |  |                                                |                                                |                                                |                                                |
|  | Søllerød Gold Diggers    | Søllerød Gold Diggers    | 3                 | 3                 |                   |                   |              |              |              |              |  |  |                                                |                                                |                                                |                                                |
|  | Søllerød Gold Diggers    | Søllerød Gold Diggers    | 3                 | 3                 | Raiders du Tyrol  | Raiders du Tyrol  | 37           | 37           |              |              |  |  |                                                |                                                |                                                |                                                |
|  | 27 mai                   |                          |                   |                   | Raiders du Tyrol  | Raiders du Tyrol  | 37           | 37           |              |              |  |  |                                                |                                                |                                                |                                                |
|  |                          |                          | Calanda Broncos   | Calanda Broncos   | 7                 | 7                 |              |              |              |              |  |  |                                                |                                                |                                                |                                                |
|  | Berlin Adler             | Berlin Adler             | Calanda Broncos   | Calanda Broncos   | 7                 | 7                 | 35           | 35           |              |              |  |  |                                                |                                                |                                                |                                                |
|  | Berlin Adler             | Berlin Adler             |                   |                   |                   |                   |              | 35           |              |              |  |  |                                                |                                                |                                                |                                                |
|  | Giants de Graz           | Giants de Graz           | 31                | 31                |                   |                   |              |              |              |              |  |  |                                                |                                                |                                                |                                                |
|  | Giants de Graz           | Giants de Graz           | 31                | 31                |                   |                   |              |              |              |              |  |  |                                                |                                                |                                                |                                                |
|  |                          |                          |                   |                   |                   |                   |              |              |              |              |  |  |                                                |                                                |                                                |                                                |